# Айзенхут (гора)
Айзенхут (нем. Eisenhut) — гора в Австрии. Высота 2441 метров (8009 футов); это самая высокая вершина Гурктальских Альп.
Название происходит от немецкого слова «Eisen» — буквально: железо и связано с тем, что здесь в значительных количествах добывались железные руды.
Согласно «ЭСБЕ» с вершины горы Айзенхут «открывается прекрасный вид на Турские горы (Tauern); сюда нередко предпринимают восхождение туристы».